# Prva hrvatska košarkaška liga 2004-2005
La Prva hrvatska košarkaška liga 2004-2005 è stata la 14ª edizione del massimo campionato croato di pallacanestro maschile. La vittoria finale è stata ad appannaggio dello Zara.

## Risultati

### Stagione regolare

#### Prima fase
|     | Squadra          | G  | V  | P  | PF   | PS   | Diff | Pt. | Qualificazione |
| --- | ---------------- | -- | -- | -- | ---- | ---- | ---- | --- | -------------- |
| 1.  | Dubrovnik        | 18 | 14 | 4  | 1625 | 1496 | +129 | 32  | poule scudetto |
| 2.  | Spalato          | 18 | 13 | 5  | 1512 | 1387 | +125 | 31  | poule scudetto |
| 3.  | Zagorje Varaždin | 18 | 12 | 6  | 1581 | 1515 | +66  | 30  | poule scudetto |
| 4.  | Brod             | 18 | 12 | 6  | 1548 | 1499 | +49  | 30  | poule scudetto |
| 5.  | Hermes Analitica | 18 | 10 | 8  | 1507 | 1440 | +67  | 28  |                |
| 6.  | Kvarner Rijeka   | 18 | 8  | 10 | 1440 | 1436 | +4   | 26  |                |
| 7.  | Alkar            | 18 | 7  | 11 | 1346 | 1409 | -63  | 25  |                |
| 8.  | Cedevita         | 18 | 6  | 12 | 1347 | 1402 | -55  | 24  |                |
| 9.  | Dubrava          | 18 | 4  | 14 | 1460 | 1569 | -109 | 22  |                |
| 10. | Zrinjevac        | 18 | 4  | 14 | 1340 | 1548 | -208 | 22  |                |

#### Seconda fase
|    | Squadra          | G  | V  | P  | PF   | PS   | Diff. | Pt. | Qualificazione |
| -- | ---------------- | -- | -- | -- | ---- | ---- | ----- | --- | -------------- |
| 1. | Zara             | 14 | 12 | 2  | 1199 | 1041 | +158  | 26  | playoff        |
| 2. | Cibona Zagabria  | 14 | 10 | 4  | 1206 | 1047 | +159  | 24  | playoff        |
| 3. | KK Zagabria      | 14 | 9  | 5  | 1212 | 1144 | +68   | 23  | playoff        |
| 4. | Spalato          | 14 | 8  | 6  | 1246 | 1142 | +104  | 22  | playoff        |
| 5. | Dubrovnik        | 14 | 6  | 8  | 1139 | 1195 | -56   | 20  |                |
| 6. | Zagorje Varaždin | 14 | 5  | 9  | 1153 | 1235 | -82   | 19  |                |
| 7. | Šibenka          | 14 | 3  | 11 | 1159 | 1277 | -118  | 17  |                |
| 8. | Brod             | 14 | 3  | 11 | 1056 | 1289 | -233  | 17  |                |

#### Poule retrocessione
|    | Squadra          | G  | V  | P  | PF | PS | Diff. | Pt. | Qualificazione          |
| -- | ---------------- | -- | -- | -- | -- | -- | ----- | --- | ----------------------- |
| 1. | Cedevita         | 20 | 12 | 8  |    |    |       | 32  |                         |
| 2. | Hermes Analitica | 20 | 12 | 8  |    |    |       | 32  |                         |
| 3. | Alkar            | 20 | 11 | 9  |    |    |       | 31  |                         |
| 4. | Kvarner Rijeka   | 20 | 10 | 10 |    |    |       | 30  |                         |
| 5. | Dubrava          | 20 | 8  | 12 |    |    |       | 28  | spareggio retrocessione |
| 6. | Zrinjevac        | 20 | 7  | 13 |    |    |       | 27  | retrocessa in A2 Liga   |

### Playoff
|  | Semifinali | Semifinali      | Semifinali |                 |    | Finale | Finale | Finale |  |
|  |            |                 |            |                 |    |        |        |        |  |
|  | 1.         | Zara            | 2          |                 |    |        |        |        |  |
|  | 1.         | Zara            | 2          |                 |    |        |        |        |  |
|  | 4.         | Spalato         | 0          |                 |    |        |        |        |  |
|  | 4.         | Spalato         | 0          |                 | 1. | Zara   | 3      |        |  |
|  |            |                 |            |                 | 1. | Zara   | 3      |        |  |
|  |            |                 | 2.         | Cibona Zagabria | 2  |        |        |        |  |
|  | 2.         | Cibona Zagabria | 2.         | Cibona Zagabria | 2  | 2      |        |        |  |
|  | 2.         | Cibona Zagabria |            |                 |    |        |        |        |  |
|  | 3.         | KK Zagabria     | 1          |                 |    |        |        |        |  |

| Prva hrvatska košarkaška liga 2004-2005 |
| --------------------------------------- |
| Zara 1º titolo                          |

## Squadra vincitrice
| N° | Naz.                          | Ruolo | Sportivo          |  | Alt. |  |
| -- | ----------------------------- | ----- | ----------------- |  | ---- |  |
| 4  | Croazia (bandiera)            | G     | Siniša Štemberger |  | 196  |  |
| 5  | Croazia (bandiera)            | P     | Jakov Vladović    |  | 187  |  |
| 6  | Croazia (bandiera)            | P     | Rok Stipčević     |  | 186  |  |
| 7  | Croazia (bandiera)            | P     | Pankracije Barać  |  | 196  |  |
| 8  | Stati Uniti (bandiera)        | G     | Juby Johnson      |  | 198  |  |
| 10 | Croazia (bandiera)            | AC    | Šime Špralja      |  | 206  |  |
| 11 | Macedonia del Nord (bandiera) | C     | Todor Gečevski    |  | 209  |  |
| 12 | Croazia (bandiera)            | AP    | Toni Dijan        |  | 205  |  |
| 13 | Croazia (bandiera)            | A     | Marko Banić       |  | 205  |  |
| 14 | Croazia (bandiera)            | C     | Jure Lalić        |  | 210  |  |
| 15 | Croazia (bandiera)            | AG    | Aramis Naglić     |  | 203  |  |
| 21 | Croazia (bandiera)            | G     | Damir Tvrdić      |  | 200  |  |
|    | Croazia (bandiera)            | GA    | Miljan Ćustić     |  | 198  |  |
|    | Australia (bandiera)          | C     | Goran Veg         |  | 205  |  |
|    | Croazia (bandiera)            | AP    | Roko Čiklić       |  | 196  |  |
|    | Stati Uniti (bandiera)        | AG    | Monwell Randle    |  | 203  |  |
|    | Croazia (bandiera)            | All.  | Rudolf Jugo       |  |      |  |